# Xã Auglaize, Quận Camden, Missouri
Xã Auglaize (tiếng Anh: Auglaize Township) là một xã thuộc quận Camden, tiểu bang Missouri, Hoa Kỳ. Năm 2010, dân số của xã này là 2.444 người.